# لورا هيلمان
لورا هيلمان (بالألمانية: Laura Hillman؛ بالإنجليزية: Laura Hillman) هي محاضرة ‏ أمريكية وألمانية، ولدت في 16 أكتوبر 1923 في آوريش في ألمانيا.